# Stuart Baird
Stuart Baird (* 30. November 1947 in England, Vereinigtes Königreich) ist ein britischer Filmregisseur, Filmproduzent und Filmeditor.

## Leben
Stuart Baird begann seine Karriere im Filmgeschäft als Schnittassistent zu Beginn der 1970er Jahre. Im Jahr 1973 war er für eine Fernsehverfilmung des Dr. Jekyll und Mr. Hyde-Stoffes erstmals als eigenständiger Editor tätig. 1996 gab er mit dem Actionfilm Einsame Entscheidung sein Debüt als Regisseur. Baird – der mit Star Trek: Nemesis im Jahr 2002 seinen dritten Film inszenierte – war damit der erste Regisseur eines Star-Trek-Filmes, der nicht aus Nordamerika kommt.
Baird war bisher zweimal für den Oscar für den besten Schnitt nominiert, und zwar 1978 für Superman und 1988 für Gorillas im Nebel.

## Filmografie (Auswahl)

### Als Regisseur
- 1996: Einsame Entscheidung (Executive Decision)
- 1998: Auf der Jagd (U.S. Marshals)
- 2002: Star Trek: Nemesis

### Als Filmeditor
- 1975: Tommy
- 1976: Das Omen (The Omen)
- 1978: Superman
- 1980: Outland – Planet der Verdammten (Outland)
- 1982: Am Rande des Abgrunds (Five Days One Summer)
- 1983: Der Honorarkonsul (The Honorary Consul)
- 1985: Revolution
- 1985: Der Tag des Falken (Ladyhawke)
- 1987: Zwei stahlharte Profis (Lethal Weapon)
- 1988: Gorillas im Nebel (Gorillas in the Mist)
- 1989: Brennpunkt L.A. (Lethal Weapon II)
- 1992: Flug ins Abenteuer (Radio Flyer)
- 1994: Maverick – Den Colt am Gürtel, ein As im Ärmel (Maverick)
- 2000: Mission: Impossible II
- 2001: Lara Croft: Tomb Raider
- 2005: Die Legende des Zorro (The Legend of Zorro)
- 2006: James Bond 007: Casino Royale (Casino Royale)
- 2008: 8 Blickwinkel (Vantage Point)
- 2010: Auftrag Rache (Edge of Darkness)
- 2010: Salt
- 2011: Green Lantern
- 2012: James Bond 007 – Skyfall (Skyfall)
- 2013: 47 Ronin
- 2017: Holodomor – Bittere Ernte (Bitter Harvest)
- 2018: Tomb Raider
- 2022: Across the River and Into the Trees

### Als Produzent
- 2017: Holodomor – Bittere Ernte (Bitter Harvest)